# Pleuronematida
Ordre
Synonymes
- Conchophthiriina pro parte (en partie)
- Deuterostomatina pro parte
- Pleuronematorina

Les Pleuronematida sont un ordre de Ciliés de la classe des Oligohymenophorea.

## Description
L'ordre des Pleuronematida renferme des Ciliés de taille très petite (<< 80 µm) à moyenne (80 à 200 µm), avec quelques exceptions frappantes occasionnelles. Leur forme est ovoïde. Ils nagent librement, mais quelques formes sont enfermées dans des lorica. Leur ciliation somatique est holotriche (c. à d. homogène), mais souvent plus clairsemée dans leur partie arrière, avec une ciliation thigmotactique souvent bien développée chez certains taxons. Ils ont généralement un ou plusieurs cils caudaux, bien visibles chez de nombreuses espèces. Leur extrusomes sont sous forme de mucocystes somatiques (cellules à mucus), parfois de deux types, l'un étant en forme de bâtonnet. Leur région buccale est souvent expansive, avec un paroral souvent proéminent avec de longs cils, formant un rideau ou un velum lorsque l'organisme se nourrit. La base infraciliaire parorale possède un segment « a » court, un segment « b » allongé et un segment « c » comme scutica permanent ou scuticovestige. Ils possèdent un cytostome, équatorial ou sous-équatorial dans les 3/4 antérieurs du corps, laissant rarement place à un méridien directeur. Ils sont microphages, majoritairement bactérivores, mais certaines espèces sont algivores.

## Habitat
Les ciliés de l'ordre des Pleuronematida vivent en eau de mer, en eau douce et dans des milieux terrestres. Ils sont largement distribués sous forme libres, parfois dans les sables ; cependant certaines espèces sont commensales des mollusques et autres invertébrés, et d'autres sont coprophiles.

## Liste des familles
Selon GBIF (22 mars 2024) :
- Calyptotrichidae  Small & Lynn, 1985
- Ctedectomatidae
- Ctedoctematidae Small & Lynn, 1985
- Dragescoidae Jankowski, in Small & Lynn, 1985
- Pleuronematidae Kent, 1881

## Systématique
Le nom valide de ce taxon est Pleuronematida Fauré-Fremiet in Corliss, 1956.